# Finale della Coppa delle nazioni africane 2015
La finale della Coppa delle nazioni africane 2015 si disputò l'8 febbraio 2015 all'Estadio di Bata tra le nazionali di Ghana e Costa d'Avorio. La partita fu vinta dalla seconda, che riuscì così a vincere il suo secondo trofeo nella massima competizione tra nazionali maschili africane, non prima di aver prevalso in una lunga lotteria ai rigori finita 9-8 per gli ivoriani dopo che i supplementari erano finiti a reti bianche.

## Le squadre
| Squadra        | Finali (o spareggi) disputate in precedenza (il grassetto indica la vittoria) |
| -------------- | ----------------------------------------------------------------------------- |
| Ghana          | 8 (1963, 1965, 1968, 1970, 1978, 1982, 1992, 2010)                            |
| Costa d'Avorio | 3 (1992, 2006, 2012)                                                          |

## Cammino verso la finale

### Ghana
Il Gruppo C nel quale fu inserito il Ghana fu il cosiddetto "girone di ferro", poiché vi furono presenti anche Algeria, Senegal e Sudafrica, tutte nazionali veterane che avevano vinto almeno una volta la Coppa d'Africa come il Ghana. La prima partita si tenne a Mongomo il 19 gennaio, e vide il Ghana affrontare il Senegal. Il gol del vantaggio arrivò al 14° tramite un rigore di André Ayew dopo un fallo su Christian Atsu, ma nella ripresa il Senegal pareggiò con Mame Biram Diouf, per poi ribaltare la situazione con il sostituto Moussa Sow nel terzo minuto di recupero, vincendo così 2-1. La seconda partita, che ebbe luogo il 23 gennaio, vide il Ghana affrontare l'Algeria: l'incontro rimase privo di gol per tutto il primo tempo e per quasi tutta la ripresa, ma alla fine, al secondo di recupero, Asamoah Gyan ricevette un lungo passaggio da Mubarak Wakaso e segnò il gol dell'1-0 che ridiede speranze ai ghanesi. A questo punto, le quattro nazionali ebbero pari possibilità di approdare ai quarti, dato che, durante le partite del Ghana, il Sudafrica aveva perso 3-1 contro l'Algeria nella prima giornata (vantaggio grazie a Thuso Phala, autogol del pareggio di Thulani Hlatshwayo e gol di rimonta algerina di Faouzi Ghoulam e Islam Slimani), e pareggiato 1-1 contro il Senegal nella seconda (gol di Oupa Manyisa per i Bafana Bafana seguito dalla rete di Kara Mbodj dei Leoni della Teranga), ma probabilmente si sarebbe qualificato secondo con una vittoria contro il Ghana e la vittoria del Senegal contro l'Algeria; a quest'ultima sarebbe servita la vittoria contro il Senegal, a cui invece sarebbe bastato il pareggio, mentre il Ghana doveva con molta certezza vincere la prossima partita contro i Bafana Bafana. Il 27 gennaio si giocò dunque l'ultima giornata: il Ghana affrontò il Sudafrica, mentre l'Algeria affrontò il Senegal. Il Ghana rimase indietro al 17° con il gol sudafricano di Mandla Masango, ma poi rimontò con le reti di John Boye e André Ayew nella ripresa, che valsero il 2-1 che qualificarono le Stelle Nere ai quarti. L'Algeria trionfò intanto 2-0 contro il Senegal grazie ai gol di Mahrez nel primo tempo e di Nabil Bentaleb nella ripresa, condannando così i Leoni della Teranga al terzo posto, insufficiente per andare ai quarti; nonostante fosse destinata a finire in cima alla classifica per via della differenza reti superiore (+3 contro il +1 del Ghana) a causa della parità di punti (6), finì però seconda a causa dello scontro diretto perso contro i ghanesi.
Ai quarti, il 1º febbraio il Ghana affrontò a Malabo la Guinea, seconda nel gruppo D dietro alla Costa d'Avorio. Ad aprire le marcature fu Christian Atsu, che segnò a soli quattro minuti dal fischio d'inizio, seguito da Appiah al penultimo minuto del primo tempo dopo che il guineano Baïssama Sankoh fallì nello spazzare la palla; al 61°, Atsu compì il suo secondo gol, portando il punteggio sul confortevole 3-0 che portò il Ghana in semifinale. Essa si tenne quattro giorni dopo, sempre a Malabo, e vide il Ghana affrontare la Guinea Equatoriale ospitante del torneo, una nazionale piccola ma sorprendente che già due edizioni fa, nel 2012 in cui aveva esordito nella Coppa d'Africa, si era fatta valere pur fermandosi ai quarti e che qui li aveva superati battendo la Tunisia ai supplementari per 2-1. Purtroppo per gli organizzatori della Coppa, la semifinale andò malissimo: al 42° l'arbitro gabonese Eric Otogo-Castane diede al ghanese Jordan Ayew un rigore che fu contestato dagli equatoguineani; Ayew segnò il rigore, e nonostante le proteste degli avversari che pretesero che la partita ricominciasse, Otogo-Castane ordinò loro di attendere la celebrazione del Ghana, scatenando anche l'ira dei tifosi equatoguineani che gettarono bottiglie addosso ai giocatori ghanesi in panchina. Nel recupero del primo tempo, Mubarak Wakaso segnò il gol del raddoppio, seguito da André Ayew al 75°. Da lì, la partita fu sospesa per 40 minuti per via di un violento litigio tra i tifosi ghanesi e quelli equatoguineani; la polizia intervenne mandando un elicottero, che volò a 9 metri dagli spalti e lanciò fumogeni. La nazionale ghanese avrebbe scritto su Twitter che la partita sembrava "una zona di guerra". Con la situazione tornata fortunatamente alla relativa normalità, la partita riprese, e finì con un secondo 3-0 che portò il Ghana alla sua nona finale.

### Costa d'Avorio
La Costa d'Avorio finì nel Gruppo D insieme a Camerun, Guinea e Mali, e la sua campagna iniziò a Malabo il 20 gennaio contro la Guinea: quest'ultima si portò in vantaggio al 36° grazie a Mohamed Yattara. Al 58°, l'ivoriano Gervinho colpì in faccia il guineano Naby Keïta e fu espulso, ma nondimeno la Costa d'Avorio riaprì la partita al 72° con il gol di Seydou Doumbia, che fissò il risultato sull'1-1; la partita tra Mali e Camerun che si tenne più tardi finì con quello stesso risultato. La seconda partita si svolse quattro giorni dopo e vide gli Elefanti affrontare il Mali, che passò in vantaggio con Bakary Sako a soli sette minuti dal fischio d'inizio; all'86°, fu Max Gradel a segnare il gol del pareggio. L'1-1 che colpì Costa d'Avorio-Mali colpì anche Camerun-Guinea, e i quattro pareggi consecutivi portarono grande tensione nel girone. Mongomo fu teatro dell'1-1 tra Guinea e Mali, ma intanto, a Malabo, gli Elefanti vinsero 1-0 grazie al gol di Gradel al 35° dai 18 metri, e riuscirono così a passare ai quarti con 5 punti, seguito da Mali e Guinea a pari punti (3), pari differenza reti (0), pari gol segnati in totale (3) e punteggio pari nello scontro diretto (1-1); servì il sorteggio, che diede alla Guinea l'altro pass per i quarti.
Toltisi la soddisfazione di superare i gironi, il 1º febbraio gli ivoriani affrontarono l'Algeria, seconda del Gruppo C, e passarono in vantaggio al 26° con Wilfried Bony, dopo il quale dominò per tutto il primo tempo. Al 51°, avvenne però il gol del pareggio algerino grazie a Hillal Soudani, ma al 68° Bony compì di testa il secondo gol che riportò gli Elefanti in vantaggio. L'Algeria mise pressione alla difesa ivoriana, spesso sfondandola, ma non riuscì a trovare il gol del pareggio, e anzi la Costa d'Avorio trovò il suo terzo gol con Gervinho al quarto minuto di recupero, siglando la partita sul 3-1. La semifinale ebbe luogo tre giorni dopo all'Estadio de Bata contro la RD del Congo, e qui il copione si ripeté: Yaya Touré portò gli ivoriani in vantaggio al 21°, e nonostante il gol del pareggio di Dieumerci Mbokani tre minuti dopo, tornarono in vantaggio con Gervinho al secondo di recupero, e assicurarono la vittoria con Wilfried Kanon al 68°, a metà della ripresa, portando a casa il secondo 3-1 di fila e la sua quarta partecipazione alla finale.

### Tabella riassuntiva del percorso
| Squadra   | Pt | G | DR |
| --------- | -- | - | -- |
| Ghana     | 6  | 3 | +1 |
| Algeria   | 6  | 3 | +3 |
| Senegal   | 4  | 3 |    |
| Sudafrica | 1  | 3 |    |

| Squadra        | Pt | G | DR | GF |
| -------------- | -- | - | -- | -- |
| Costa d'Avorio | 5  | 3 |    |    |
| Guinea         | 3  | 3 | 0  | 3  |
| Mali           | 3  | 3 | 0  | 3  |
| Camerun        | 1  | 3 |    |    |

## Descrizione della partita
Già nei primi minuti della finale, la Costa d'Avorio ottenne un corner, ma Appiah lo spazzò e il successivo tiro da lontano di Serey Die fu facilmente parato. Al 12°, l'ivoriano Yaya Touré compì l'unico tiro in porta dell'intera partita: ottenne una punizione, ma la palla finì tra le braccia del portiere ghanese Brimah Razak. La partita si alternò tra possibilità di tiro andate alle ortiche per gli ivoriani, tra cui un tiro di Gradel dopo un passaggio di Gervinho, e una serie di passaggi lunghi del Ghana tutti spezzati dalla difesa ivoriana. Al 22° Gyan calpestò le dita dei piedi di Eric Bailly, ma non fu dato fallo. Atsu tirò al 25° ma colpì il palo. Gli Elefanti attaccarono verso la seconda metà del primo tempo, ma Razak, nonostante la difesa ghanese a tratti scarsa, riuscì a parare un tiro; poco dopo, Atsu mandò un cross nell'area di rigore ivoriana che però Appiah non riuscì a raggiungere, e dopo altri due minuti Ayew riuscì solo a colpire il palo. L'ultima occasione gol del primo tempo avvenne al 41°, con Appiah che riuscì a fallire un tu per tu con il portiere ivoriano.
Nel secondo tempo, il Ghana ebbe la sua occasione al 52°: a seguito di un errore della difesa ivoriana, Harrison Afful passò la palla ad Atsu, il quale la passò a Gyan che però mancò la porta di molto. Da lì in poi le occasioni gol furono rare, ma ad aumentare furono i falli: al 68° l'ivoriano Dié toccò con la mano la palla, ma la punizione del ghanese Mubarak fu deviata dalla testata del connazionale Boye; due minuti dopo, sempre Mubarak tirò una punizione da 27 metri, ma il tiro andò oltre la traversa; il minuto seguente Atsu fu preso al fianco destro da un calciatore ivoriano, ma la punizione ghanese e il tiro di Gyan andarono in mano al portiere. Negli ultimi minuti della ripresa, la Costa d'Avorio tentò di andare in vantaggio due volte: prima con una parata di Razak che cadde a Doumbia, che però non riuscì a concludere, e poi con un errore di Razak che però Aurier non riuscì a sfruttare.
Il triplice fischio dell'arbitro pose fine anche al secondo tempo regolamentare, che finì 0-0 e rese dunque necessari i supplementari. Al 93°, il ghanese Baba Rahman tentò un attacco da sinistra, ma fu fermato da Aurier con un tuffo che respinse il pallone; al 99°, Afriyie Acquah tentò un tiro da 30 che però finì alto sopra la traversa. Bailly fu poi ammonito appena prima del duplice fischio per un fallo su Jordan Ayew.
Al secondo tempo supplementare, il Ghana iniziò con un tiro di 23 metri di Mubarak, bloccato però da Tiéné. Doumbia ebbe poi una delle migliori occasioni gol nei supplementari, ma calcolò male la potenza del tiro, che andò fuori. Con l'avvicinarsi dei rigori, entrambe le squadre fecero due sostituzioni, ognuna a distanza dall'altra di quattro minuti: Frank Acheampong ed Emmanuel Agyemang-Badu per il Ghana, e Tallo Gadji e Salomon Kalou per la Costa d'Avorio. Al triplice fischio, la partita era ancora ferma sullo 0-0, e la Coppa d'Africa fu decisa alla lotteria dei rigori per l'ottava volta, dopo quelle del 1982 (vinta dal Ghana contro la Libia), del 1986 (vinta dall'Egitto contro il Camerun), del 1992 (vinta dalla Costa d'Avorio contro il Ghana), del 2000 (vinta dal Camerun contro la Nigeria), del 2002 (vinta dal Camerun contro il Senegal), del 2006 (vinta dall'Egitto contro la Costa d'Avorio) e del 2012 (vinta dallo Zambia contro la Costa d'Avorio).
Il primo rigore toccò a Mubarak Wakaso, che insaccò alla parte destra della porta mentre Barry si tuffò a sinistra; Bony colpì invece la traversa, fallendo così il primo rigore ivoriano. Jordan Ayew segnò il secondo rigore, mentre il corrispettivo ivoriano Tallo, che non aveva toccato palla in quanto sostituto dell'ultimo minuto, tirò fuori. Barry parò però il terzo rigore toccato ad Acquah, mentre Aurier fu il primo a mettere a segno un rigore ivoriano nella partita; Acheampong tirò poi troppo di sinistro, mancando la porta, mentre Doumbia segnò il rigore del pareggio. Seguì quindi la quinta coppia di rigori, che André Ayew e Yaya Tourè misero a segno, quindi si andò a oltranza, dove andarono a segno i rigori alternati di Jonathan Mensah, Salomon Kalou, Badu, Kolo Touré, Harrison Afful, Wilfried Kanon, Baba Rahman, Eric Bailly, John Boye e Serey Die. All'undicesima e ultima coppia di rigori, e con il risultato fisso sull'8-8, tutti i dieci titolari principali avevano compiuto il loro turno, per cui toccò ai portieri tentare la fortuna. Il ghanese Razak tirò per primo, ma il rigore fu parato da Barry; quest'ultimo richiese subito attenzioni mediche al polso, ma riuscì comunque a calciare e segnare il rigore che superò Razak e portò il risultato finale sul 9-8, che concesse la vittoria finale alla Costa d'Avorio e il conseguente secondo trofeo dopo quello del 1992.

## Tabellino
| Arbitro: | Gassama |

|                                                                          |                      |                                                                            |
| Bony Tallo Aurier Doumbia Y. Touré Kalou K. Touré Kanon Bailly Die Barry | Tiri di rigore 9 – 8 | Wakaso J. Ayew Acquah Acheampong A. Ayew Mensah Badu Afful Baba Boye Razak |

| Costa d'Avorio | Ghana |

| Costa d'Avorio |    |                      |      |        |
|                |    |                      |      |        |
| P              | 1  | Boubacar Barry       |      |        |
| DD             | 17 | Serge Aurier         |      |        |
| DC             | 21 | Eric Bertrand Bailly | 105’ |        |
| DC             | 4  | Kolo Touré           |      |        |
| DS             | 22 | Wilfried Kanon       | 87’  |        |
| CD             | 15 | Max Gradel           |      | 67’    |
| CC             | 20 | Serey Die            | 14’  |        |
| CC             | 19 | Yaya Touré           |      |        |
| CS             | 5  | Siaka Tiéné          | 57’  | 116’   |
| AC             | 12 | Wilfried Bony        |      |        |
| AC             | 10 | Gervinho             |      | 120+1’ |
| Sostituzioni:  |    |                      |      |        |
| ATT            | 7  | Seydou Doumbia       |      | 67’    |
| ATT            | 8  | Salomon Kalou        |      | 116’   |
| ATT            | 11 | Gadji Tallo          |      | 120+1’ |
| CT:            |    |                      |      |        |
| Hervé Renard   |    |                      |      |        |

| Ghana         |    |                        |  |      |
|               |    |                        |  |      |
| P             | 1  | Brimah Razak           |  |      |
| DD            | 23 | Harrison Afful         |  |      |
| DC            | 21 | John Boye              |  |      |
| DC            | 19 | Jonathan Mensah        |  |      |
| DS            | 17 | Baba Rahman            |  |      |
| CD            | 7  | Christian Atsu         |  | 116’ |
| CC            | 11 | Mubarak Wakaso         |  |      |
| CC            | 6  | Afriyie Acquah         |  |      |
| CS            | 10 | André Ayew             |  |      |
| AC            | 3  | Asamoah Gyan           |  | 120’ |
| AC            | 2  | Kwesi Appiah           |  | 99’  |
| Sostituzioni: |    |                        |  |      |
| ATT           | 9  | Jordan Ayew            |  | 99’  |
| ATT           | 22 | Frank Acheampong       |  | 116’ |
| CEN           | 8  | Emmanuel Agyemang-Badu |  | 120’ |
| CT:           |    |                        |  |      |
| Avraham Grant |    |                        |  |      |

## Conseguenze
Questa fu anche la seconda finale tra la Costa d'Avorio e il Ghana, in quanto la prima era avvenuta nel 1992; neanche a farlo apposta, gli Ivoriani avevano vinto anche in quell'occasione, e sempre ai rigori, per 11-10 dopo lo 0-0 ai supplementari. Fu inoltre la terza finale generale e consecutiva per gli ivoriani finita ai rigori: tra le due contro il Ghana, vi era quella persa 8-7 contro lo Zambia nel 2012.
Il ghanese Afriyie Acquah vinse il premio di Uomo partita, mentre l'ivoriano Wilfried Bony vinse il premio Fair Player of the Match (Miglior Fairplay della Partita)